# Lycopodiaceae
Ver Pteridophyta para una introducción a los grupos de plantas  vasculares sin semilla
Las lycopodiáceas (nombre científico Lycopodiaceae) son un grupo monofilético de pteridófitos con microfilos que comprende al género Lycopodium y afines. Los esporófitos de las lycopodiáceas que viven en la actualidad son de porte pequeño y con característicos microfilos libres (no soldados entre sí). Los esporangios se ubican en la cara adaxial de los microfilos, la parte del tallo con microfilos con esporangios ("microesporofilos") forma el "estróbilo". Poseen esporangios de tipo eusporangiado, de dehiscencia transversal, típicamente reniforme (con forma de riñón). Los microfilos son "microfilos verdaderos".

## Microfilos
Característicos de la clase Lycopsida que comprende a todos los representantes actuales de la División, son hojas vascularizadas, pequeñas en comparación con los megafilos de las euphyllophytas; y sus meristemas (regiones de células jóvenes capaces de dividirse indefinidamente, responsables del crecimiento del esporófito), también están ubicados en una posición diferente que los de las Euphyllophytas. En las Lycopsidas, los esporangios crecen en estrecha asociación con los microfilos, ubicándose en su cara adaxial (los microfilos con esporangios se llaman "esporofilos").

## Taxonomía
Introducción teórica en Taxonomía
La clasificación más actualizada es la de Christenhusz et al. 2011 (basada en Smith et al. 2006, 2008); que también provee una secuencia lineal de las licofitas y monilofitas.
- - Orden A. Lycopodiales DC. ex Bercht. & J.Presl, Přir. Rostlin: 272 (1820).

1 familia.
- -     - Familia 1. Lycopodiaceae P.Beauv. ex Mirb. in Lam. & Mirb., Hist. Nat. Vég. 4: 293 (1802).

Sinónimos: Phylloglossaceae Kunze, Bot. Zeitung (Berlin) 1: 722 (1843). Huperziaceae Rothm., Repert. Spec. Nov. Regni Veg. 66: 236 (1962).
1–3 géneros, quizás más. (Huperzia Bernh., Lycopodiella Holub, Lycopodium L., el género Phylloglossum Kunze está incluido en Huperzia (Wikström & Kenrick 1997) ) Referencias: DiMichele & Skog (1992), Herter (1949–1950), Markham et al. (1983), Øllgaard (1975, 1979, 1987, 1990), Wagner (1992), Wikström (1999), Wikström et al. (1999).
En The Plant List, actualizado en el año 2014, figuran los siguientes géneros:
| - Austrolycopodium - Dendrolycopodium - Diphasiastrum - Diphasium - Huperzia - Lepidotis - Lycopodiastrum - Lycopodiella - Lycopodiodes | - Lycopodium - Palhinhaea - Phlegmariurus - Plananthus - Pseudodiphasium - Pseudolycopodiella - Pseudolycopodium - Spinulum - Urostachys |